# Evangelische Kirche (Rappershausen)

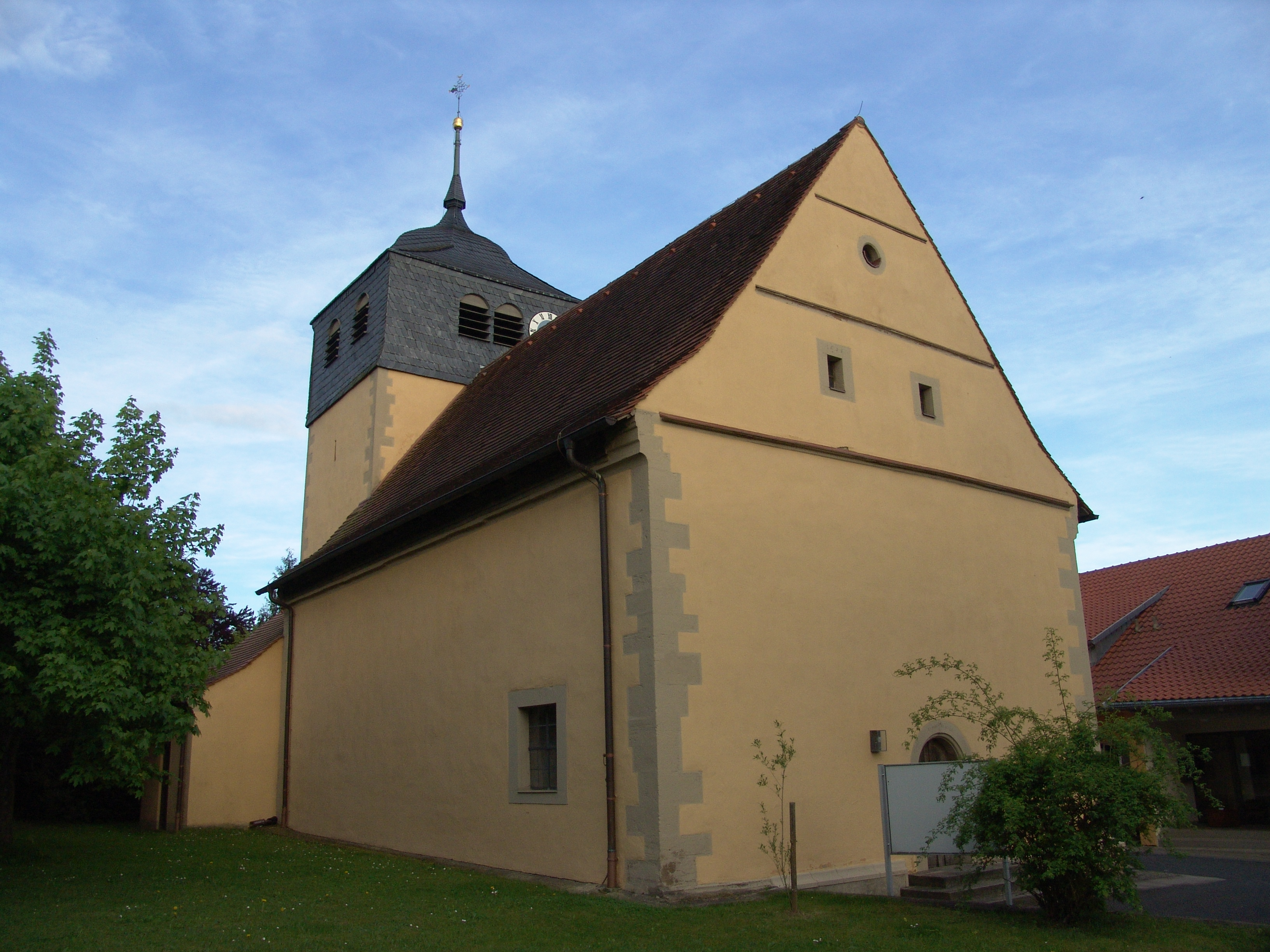
Evangelische Kirche (Rappershausen)

Die Evangelische Kirche steht in Rappershausen, einem Gemeindeteil von Hendungen im unterfränkischen Landkreis Rhön-Grabfeld in Bayern. Das Langhaus des denkmalgeschützten Bauwerks stammt aus dem Anfang des 16. Jahrhunderts. Die Kirchengemeinde gehört zur Pfarrei Aubstadt im Dekanat Bad Neustadt an der Saale im Kirchenkreis Ansbach-Würzburg der Evangelisch-Lutherischen Kirche in Bayern.

## Beschreibung
Die unteren Geschosse des Chorturms sind mittelalterlich. Als an ihn 1613 das mit einem Satteldach bedeckte Langhaus nach Westen angebaut wurde, erhielt der Turm ein schieferverkleidetes Geschoss, das die Turmuhr und den Glockenstuhl beherbergt, und er wurde mit einer geschwungenen Haube bedeckt. Die Fenster des Langhauses wurden 1741 vergrößert. Zur Kirchenausstattung gehört ein Taufengel, der das übliche Taufbecken ersetzt.